# انس پیترسن (بوکسور)
انس پیترسن (دانمارکی: Anders Petersen; ۱۶ دسامبر ۱۸۹۹ – ۲۸ آوریل ۱۹۶۶) بوکسور اهل دانمارک بود.